# 中国西藏网
中國西藏網是2000年創立的新聞網站（當時稱中国西藏信息中心网），網站以中、英、藏、德、法五个文种發佈有關西藏的信息。网站介绍西藏为主要职能的国家级重点新闻网站，是中国最大的涉藏专题综合性网站。
周末假日版是中国西藏网专为节假日推出的版面，每周六日及法定节假日与广大网民见面。开创了中国网站出假日版的先河。

## 2010年改版
2010年7月15日15时起更名为「中国西藏网」，並於7月20日在国务院新闻办舉辦发布会，由总编辑张小平主講。

## 外部連結
- 中国西藏网（页面存档备份，存于）